# Karzan Kader

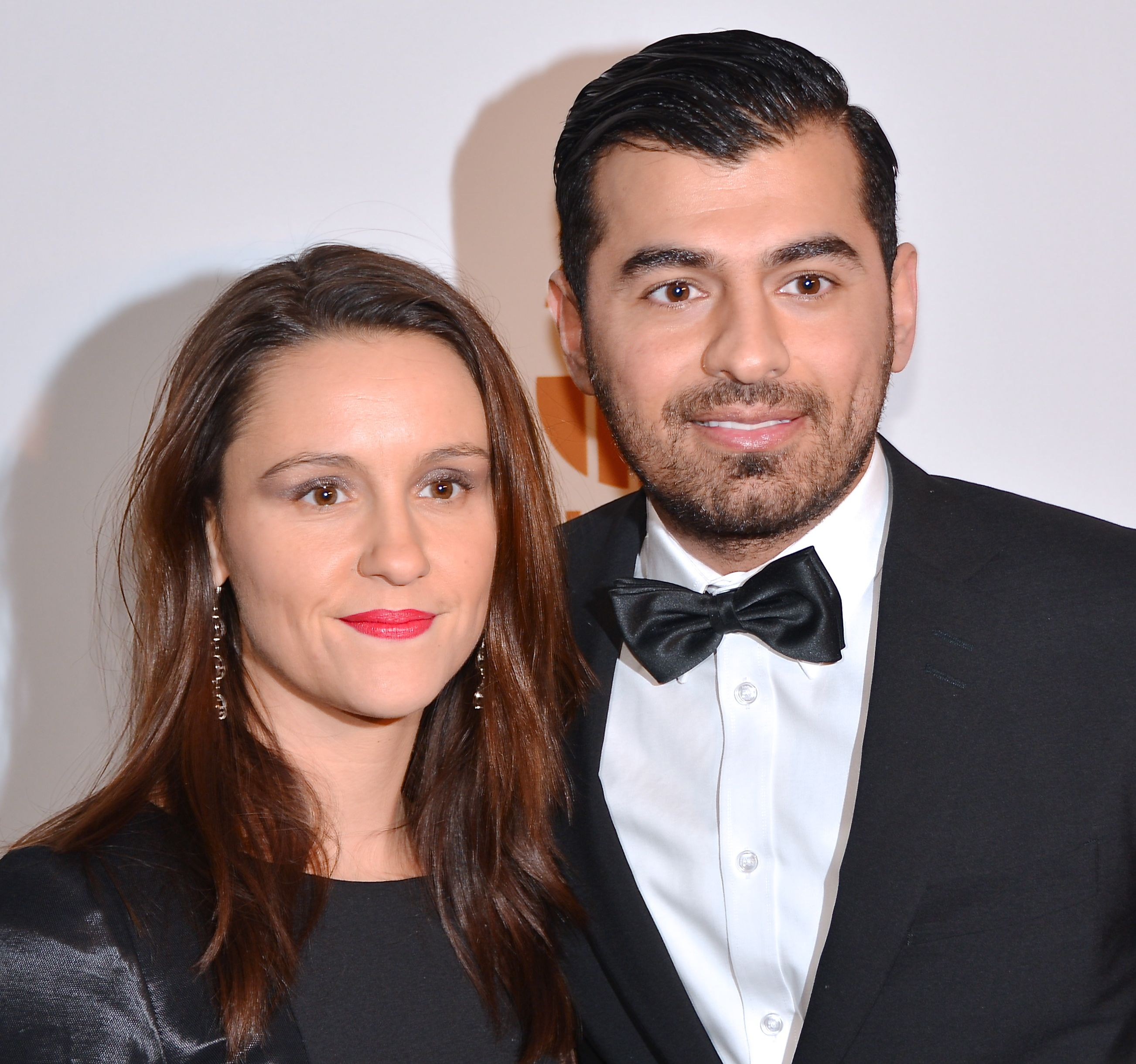
Sandra Harms och Karzan Kader på Guldbaggegalan på Cirkus, Stockholm den 21 januari 2013.

Karzan Abdulkarim Kader Kader, född 8 september 1982 i Sulaymaniyya i kurdiska delen av Irak, är en svensk filmregissör.
Kader kom till Sverige från irakiska Kurdistan 1991. Han är känd för bland annat filmen Bekas som i kortfilmsformat var hans examenfilm på Dramatiska Institutet år 2010. Filmen belönades med en Student Academy Award, alltså en Oscar för bästa studentfilm 2011. Långfilmsversionen av filmen hade premiär på bio den 30 november 2012.